# Erich Kästner Bibliothek
Die Erich Kästner Bibliothek in Oberschwarzach ist eine Bibliothek, die den persönlichen Nachlass Erich Kästners verwaltet.

## Geschichte
Luiselotte Enderle, Erich Kästners langjährige Lebensgefährtin, hielt in ihrem Testament fest, dass das gesamte Inventar des Hauses Flemingstraße 52 in München, in dem sie und Kästner gelebt hatten, nach ihrem Tod in den Besitz des Erich Kästner Kinderdorfes übergehen und von dessen Trägerverein Erich Kästner Kinderdorf e. V. „zur Pflege des Namens Erich Kästners und der geistigen und körperlichen Pflege der Kinder“ verwendet werden solle. Als Enderle 1991 starb, wurde eine ehemalige Mühle in Oberschwarzach umgebaut, um die neugegründete Erich Kästner Bibliothek zu beherbergen.

## Sammlung
Zur Ausstattung der Bibliothek gehören Kästners Möbelstücke, darunter sein Schreibtisch mit seiner Schreibmaschine,  persönliche Gegenstände wie Kleidungsstücke und seine Brille, Bilder und Fotografien sowie seine gesamte Privatbibliothek, die an die 10.000 Bücher umfasst, die teilweise mit persönlichen Notizen Kästners oder Widmungen anderer Schriftsteller versehen sind.
Die Erich Kästner Bibliothek sieht sich als Museum und will vor allem Kinder ansprechen.